# Rezmondo
Rezmondo è un comune spagnolo di 19 abitanti situato nella comunità autonoma di Castiglia e León.